# Resident Evil Zero
Resident Evil Zero is een survival horror-computerspel in de Resident Evil-serie, ontwikkeld en uitgegeven door Capcom. Zero verscheen als eerste in 2002 voor de Nintendo GameCube en in 2008 volgde een portering naar de Wii. In 2016 kwam een HD-remake op de markt voor de PlayStation 3, PlayStation 4, Xbox 360, Xbox One, en Windows.

## Spel
Resident Evil Zero speelt zich af voor het eerste deel. Het Bravo team van special forces S.T.A.R.S. wordt uitgezonden om de bizarre moorden die hebben plaatsgevonden in het Raccoon Forest te onderzoeken. Echter bij aankomst stort hun helikopter neer. De bemanning overleeft het ongeluk, maar verliest alle apparatuur. Bij het veiligstellen van de landingsplaats stuit het team op een gevangenentransport en de lijken van vermoorde soldaten. Van de veroordeelde Billy Coen, die in het transport had moeten zitten is geen spoor te vinden.
De speler neemt de rol aan van Rebecca Chambers, een 18-jarige S.T.A.R.S. rekruut, en begint aan een zoektocht naar de voortvluchtigen.
In het spel worden ook plaatsen gepasseerd die bekend zijn uit Resident Evil 2.

## Platforms
| Jaar | Platform                                                       |
| ---- | -------------------------------------------------------------- |
| 2002 | Nintendo GameCube                                              |
| 2008 | Nintendo Wii                                                   |
| 2016 | Sony PlayStation 3, PlayStation 4, Xbox 360, Xbox One, Windows |

## Ontvangst
Het spel werd positief ontvangen en kreeg op aggregatiesite Metacritic een 8,3. GameRankings gaf het spel een score van 84,18%, en het Amerikaanse GameSpot gaf de HD-remake een 8.

## Trivia
Het spel is opgenomen in het boek 1001 Video Games You Must Play Before You Die van Tony Mott.